# Ella Swings Gently with Nelson
Ella Swings Gently with Nelson (с англ. — «Элла нежно свингует вместе с Нельсоном») — двадцать шестой студийный альбом американской джазовой певицы Эллы Фицджеральд, выпущенный на лейбле Verve Records в 1962 году под студийным номером Verve MG V-4055. В записи пластинки принимал участие оркестр под управлением Нельсона Риддла, вместе с Риддлом в том же году Элла выпустила ещё один диск — Ella Swings Brightly with Nelson.
В 1993 году Verve перевыпустили запись в формате CD под студийным номером Verve 519 348-2, в новую версию вошли два дополнительных трека.

## Список композиций
| №                   | Название                  | Текст песни         | Музыка              | Длительность |
| ------------------- | ------------------------- | ------------------- | ------------------- | ------------ |
| 1.                  | «Sweet and Slow»          | Эл Дубин            | Гарри Уоррен        | 3:15         |
| 2.                  | «Georgia on My Mind»      | Стюарт Горрелл      | Хоаги Кармайкл      | 3:29         |
| 3.                  | «I Can’t Get Started»     | Айра Гершвин        | Вернон Дюк          | 3:33         |
| 4.                  | «Street of Dreams»        | Сэм М. Льюис        | Виктор Янг          | 3:12         |
| 5.                  | «Imagination»             | Джонни Бёрк         | Джимми Ван Хейзен   | 3:47         |
| 6.                  | «The Very Thought of You» | Рэй Ноубл           | Рэй Ноубл           | 2:46         |
| Общая длительность: | Общая длительность:       | Общая длительность: | Общая длительность: | 20:02        |

| №                   | Название                       | Текст песни                             | Музыка              | Длительность |
| ------------------- | ------------------------------ | --------------------------------------- | ------------------- | ------------ |
| 7.                  | «It’s a Blue World»            | Роберт Райт                             | Джордж Форест       | 2:44         |
| 8.                  | «Darn That Dream»              | Эдди Деланж                             | Джимми Ван Хейзен   | 2:31         |
| 9.                  | «She’s Funny That Way»         | Ричард Уайтинг                          | Чарльз Дэниелс      | 3:14         |
| 10.                 | «I Wished on the Moon»         | Дороти Паркер                           | Ральф Рэйнгер       | 2:44         |
| 11.                 | «It’s a Pity to Say Goodnight» | Мак Гордон                              | Билли Рейд          | 2:34         |
| 12.                 | «My One and Only Love»         | Роберт Меллин                           | Гай Вуд             | 3:12         |
| 13.                 | «Body and Soul»                | Роберт Саур, Эдвард Хейман, Фрэнк Эйтон | Джонни Грин         | 3:44         |
| Общая длительность: | Общая длительность:            | Общая длительность:                     | Общая длительность: | 20:43        |

| №                   | Название            | Текст песни                | Музыка                      | Длительность |
| ------------------- | ------------------- | -------------------------- | --------------------------- | ------------ |
| 14.                 | «Call Me Darling»   | Берт Райсфельд, Дороти Дик | Морт Фрайберг, Рольф Марбет | 3:41         |
| 15.                 | «All of Me»         | Сеймур Симонс              | Джеральд Маркс              | 3:22         |
| Общая длительность: | Общая длительность: | Общая длительность:        | Общая длительность:         | 7:13         |

## Участники записи
- Элла Фицджеральд — вокал.
- Нельсон Риддл и его оркестр — аранжировки, дирижирование.